# Stoecharthrum
Genre
Stoecharthrum est un genre d'orthonectides de la famille des Rhopaluridae.

## Description
Ce sont des parasites d'invertébrés marins.

## Liste des espèces
Selon George Slyusarev dans Joel Hallan :
- Stoecharthrum burresoni Kozloff, 1993
- Stoecharthrum fosterae Kozloff, 1993
- Stoecharthrum giardi Caullery & Mesnil, 1899
- Stoecharthrum monnati Kozloff, 1993

## Publication originale
- Caullery & Mesnil, 1899 : Sur trois Orthonectides nouveaux parasites des Annelidés, et l'hermaphrodisme de l'un d'eux (Stoecharthrum giardi, n. g., n. sp.). Comptes rendus hebdomadaires des séances de l'Académie des sciences, vol. 73, n. 8, p. 457-460.